# Tom Scott (youtuber)
Thomas Scott  é um YouTuber, educador, apresentador de game show e desenvolvedor de web inglês. Ele é mais conhecido por produzir vídeos on-line para seu canal autointitulado no YouTube, que oferece principalmente vídeos educacionais em uma variedade de tópicos, incluindo história, geografia, ciência, tecnologia e linguística.
Em janeiro de 2024, os vídeos públicos de Scott tinham cerca de 1,72 bilhão de visualizações e ele ultrapassou 6,25 milhões de incritos em seu canal principal.

## Carreira no YouTube
Scott registrou seu principal canal no YouTube, Tom Scott (originalmente sob o nome de usuário "enyay", derivado do nome espanhol da letra Ñ, "eñe", um nome de usuário que ele mencionou que "desprezou" ), em 17 de maio de 2006. No início de seu canal no YouTube, Scott enviou vários vídeos de culinária nos quais ele cozinhava alimentos de maneiras estranhas.
Scott produz e envia vídeos educacionais para o canal em uma variedade de tópicos, incluindo linguística, história, geografia, ciência e tecnologia. Também hospedada no canal foi a série Citation Needed with The Technical Difficulties ao longo de oito temporadas, de março de 2014 a novembro de 2018. Nesta série, Scott percorreria um artigo escolhido da Wikipedia, enquanto seus colegas do painel tentavam adivinhar fatos sobre o artigo. Ele também produziu explicações sobre questões de segurança de computadores no canal do YouTube de Brady Haran, Computerphile. Ele é conhecido por usar camisetas vermelhas, originalmente usadas por uma necessidade de continuidade durante as filmagens, e porque Scott estava usando uma camiseta vermelha na foto principal que ele usou em seu site pessoal na época, e usou o vermelho como cor de destaque para o site.
Também em 2021, Scott lançou dois novos canais no YouTube: Tom Scott plus em 14 de junho, focado em vídeos de colaboração com outros YouTubers, e The Technicial Difficulties em 2 de julho, inativo até 7 de julho de 2022, quando publicou o primeiro vídeo.
Em janeiro de 2024, após dez anos ininterruptos de trabalho, Tom Scott anuncia que o formato de vídeo utilizado no canal principal entraria em hiato, mantendo o podcast e a newsletter, entre outras publicações.